# Melvyn Grant
Melvyn Grant (n. Londres, Inglaterra) es un artista gráfico digital e ilustrador inglés. Actualmente vive y trabaja en la costa sudeste de Inglaterra. Es conocido por ser uno de los artistas que ha dibujado al icono de Iron Maiden, Eddie. Él diseñó las carátulas para los discos Fear of the Dark, Virtual XI, Death on the Road y The Final Frontier, el recopilatorio From Fear to Eternity  y también las carátulas de los sencillos The Reincarnation of Benjamin Breeg, El Dorado, Coming Home y The Final Frontier (canción) convirtiéndolo en el único artista después de Derek Riggs que ha hecho a Eddie en más de una ocasión para una portada de Iron Maiden.